# Baltasar Martin

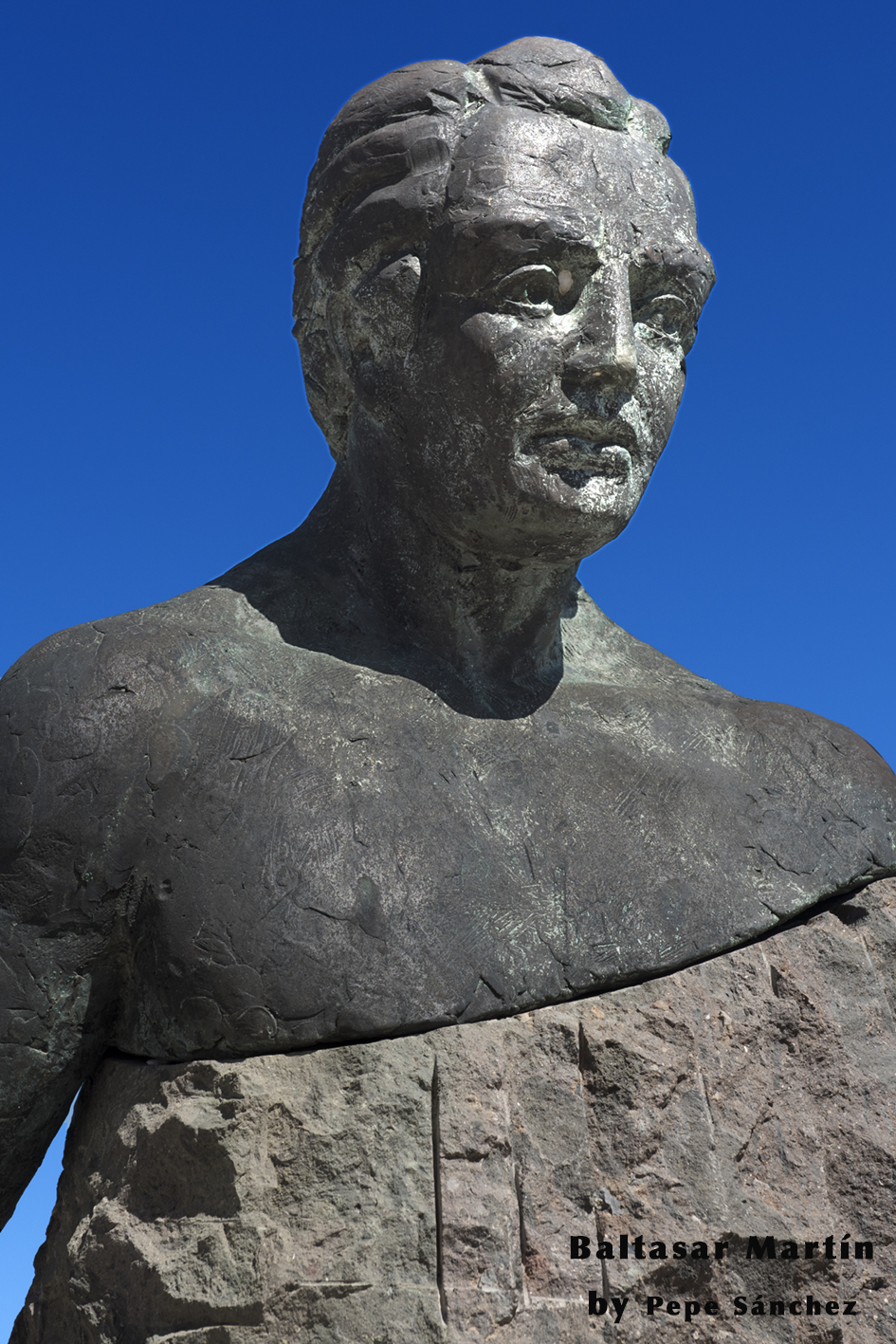
Büste von Baltasar Martin

Baltasar Martin (* 1520 in Juan Adalid bei Garafía; † 1553) ist ein Volksheld der Kanareninsel La Palma.
Er siegte mit einer Hirten- und Bauernarmee über den legendären Piraten François Le Clerc (auch unter dem Namen Pata de Palo bzw. Jambe de Bois bekannt, als Seeräuber mit dem Holzbein, Prototyp aller Seeräuberfilme), der mit einem 700 Mann starken Heer die Insel angegriffen und die alte Hauptstadt Apurón niedergebrannt hatte. Baltasar Martin kam 1553 durch einen tragischen Irrtum bei der Siegesfeier in Santa Cruz de La Palma um. Ein Denkmal, das an seinen Freiheitskampf erinnert, befindet sich in Garafía.
| Personendaten    | Personendaten                       |
| ---------------- | ----------------------------------- |
| NAME             | Baltasar Martin                     |
| KURZBESCHREIBUNG | Volksheld der Kanareninsel La Palma |
| GEBURTSDATUM     | 1520                                |
| GEBURTSORT       | Juan Adalid bei Garafía             |
| STERBEDATUM      | 1553                                |